# Port lotniczy Kijów-Hostomel
Port lotniczy Hostomel (ang. Hostomel Airport, Gostomel Airport, ukr. Аеропорт „Антонов”) – lotnisko specjalizujące się w obsłudze samolotów cargo. Położone jest w mieście Hostomel, na przedmieściach Kijowa.

## Operacje cargo
Lotnisko jest własnością firmy Antonow i jest używane przez linie lotnicze Antonov Airlines. Oprócz tego lotnisko obsługuje niektóre samoloty frachtowe, a także wykonuje usługi transportowe oraz celne. Na lotnisku znajduje się posterunek straży granicznej oraz oddział celny.
Lotnisko, mimo statusu prywatnego, współpracuje z innym lotniskiem Kijowa, jakim jest Kijów-Boryspol.

## Poligon testowy
Lotnisko nieopodal miasta Hostomel służy jako główna baza testowa dla samolotów produkowanych przez firmę Antonow. Oprócz tego lotnisko posiada własny warsztat naprawczy oraz specjalnie wydzieloną strefę dla samolotów testowych, a także specjalnie skonstruowane hangary w których przechowywany jest zarówno sprzęt, jak i same samoloty.

## Inne zastosowanie
Obecnie lotnisko posiada także zastosowanie militarne, będąc używane przez Siły Powietrzne Ukrainy oraz wchodzące w skład sił samoloty bojowe oraz transportowe.
W trakcie inwazji na Ukrainę w 2022 roku lotnisko zostało przejściowo opanowane przez siły rosyjskie. W trakcie inwazji doszło m.in. do zniszczenia przez Rosjan znajdującego się na lotnisku największego samolotu świata An-225 Mrija.